# Rosie Rushton
Rosie Rushton, född 1946, är en engelsk författare som skriver böcker för ungdomar och unga vuxna.

### Leehampton-serien
- Just Don't Make a Scene, Mum! (1995)
- I Think I'll Just Curl Up and Die! (1995)
- How Could You Do This To Me, Mum? (1996)
- Does Anyone Ever Listen? (1999)

### Best Friends
- Best Friends Together (1998)
- Best Friends Getting Sorted (1999)
- Best Friends in Love (1999)

### What a Week
- What a Week to Break Free (1998)
- What a Week to Fall in Love (1998)
- What a Week to Make it Big (1998)
- What a Week to Make a Stand (1999)
- What a Week to Play It Cool (1999)
- What a Week to Make a Move (2001)
- What a Week to Take a Chance (2004)
- What a Week to Get Real (2005)
- What a Week to Risk it All (2006)

### 21st century Austen
- The Secrets of Love (2005)
- Summer of Secrets (2007)
- Secret Schemes and Daring Dreams (2008)
- Love, Lies and Lizzie (2009)
- Echoes of Love (2010)

### Andra böcker
- Staying Cool, Surviving School (1993)
- You're My Best Friend - I Hate You! (1994)
- Poppy (1996)
- Olivia (1997)
- Sophie (1998)
- Melissa (1998)
- Jessica (2000)
- Life Line (1999)
- PS He’s Mine (2000)
- Break Point (2001)
- Tell Me I’m OK, really (2001)
- Last Seen Wearing Trainers (2002)
- All Change! (2000)
- Fall Out! (2002)
- Waving Not Drowning (2003)
- Friends, Enemies and Other Tiny Problems (2003)